# Coupe d'Angleterre de rugby à XIII 2005
Navigation
Édition précédente Édition suivante
La Coupe d'Angleterre de rugby à XIII 2005 (dite Powergen Challenge Cup pour des raisons commerciales) est la 104e édition de la Coupe d'Angleterre, compétition à élimination directe mettant aux prises des clubs de rugby à XIII amateurs et professionnels affiliés à la Rugby Football League. Des clubs anglais y prennent part et sur invitation des clubs français la disputent : Toulouse, Pia et l'Union treiziste catalane. La compétition se déroule du 15 janvier 2005 à 27 août 2005. La finale est prévue après neuf tours à élimination directe mettant aux prises les clubs amateurs et professionnels et est programmée le 27 août 2005 au Millennium Stadium de Cardiff.
Pour la première fois de l'histoire, un club français, le Toulouse olympique XIII atteint les demi-finales de la compétition.

## Demi-finales
Légende : (1) Super League, (F) Championnat de France.
Les demi-finales les 30 juillet 2005 et 31 juillet 2005.
| 30 juillet 2005 | Hull FC (1) | 34 - 8 | (1) St Helens RLFC |  |
| 30 juillet 2005 |             |        |                    |  |
| 30 juillet 2005 |             |        |                    |  |

| 31 août 2005 | Leeds Rhinos (1) | 56 - 18 (22 - 18) | (F) Toulouse olympique XIII                                                                                               | Galpharm Stadium, Huddersfield 10 553 spectateurs Arbitre : Richard Silverwood |
| 31 août 2005 | Essai(s) : 10 MacKenna (6e), Ellis (17e), Burrow (33e et 61e), Lauiti'iti (36e), Bai (43e), Calderwood (52e), McGuire (64e), Walker (72e) et Poching (80e) Transformation(s) : 8 Burrow (8) |                   | Essai(s) : 3 Viala (3e), Wynne (13e) et Raguin (39e) Transformation(s) : 2 Couturier (2) Pénalité(s) : 1 Couturier (29e). | Galpharm Stadium, Huddersfield 10 553 spectateurs Arbitre : Richard Silverwood |
| 31 août 2005 | |                   | | Galpharm Stadium, Huddersfield 10 553 spectateurs Arbitre : Richard Silverwood |

La seconde demi-finale oppose, sur le terrain neutre du Galpharm Stadium d'Huddersfield devant 10 553 spectateurs, l'un des leaders de la Super League, les Leeds Rhinos entraînés par Tony Smith, face aux Français du Toulouse olympique XIII entraîné par Justin Morgan qui dispute le Championnat de France et dont c'est la première qualification en demi-finale de son histoire.
La première période se dispute âprement par les deux équipes qui prennent chacune son tour l'avantage au score. L'ouverture du score est au crédit du Toulouse olympique XIII par Adrien Viala auquel répond Chris MacKenna, puis le capitaine toulousain James Wynne inscrit un essai sous les poteaux  auquel répond Gareth Ellis pour Leeds. 12 à 12 à la demi-heure de jeu, Leeds accélère et marque deux essais par Rob Burrow et Ali Lauiti'iti menant 22 à 12. Les Toulousains finissent en fin de période à marquer un troisième essai par Sébastien Raguin, le score étant alors à l'avantage de Leeds de 22 à 18. Au retour des vestiaires, les Toulousains sont tout proche de marquer un essai avec un ballon porté par Vincent Almuzara qui oublie deux partenaires mieux placés. Le match bascule derrière en faveur de Leeds qui domine largement la seconde période. Ils inscrivent cinq essais de plus et s'imposent 56 à 18. L'entraîneur toulousain, Justin Morgan, salue son équipe, lui qui rejoint dans les jours à venir Hull KR, appelant les clubs anglais à jeter un œil sur les Français qui se sont illustrés tels que S. Raguin, Fabrice Estebanez, Damien Couturier et Cédric Gay. Tony Smith, son homologue de Leeds, admet que sa méconnaissance du club toulousain avait posé quelques problèmes à son équipe mais avait toujours le sentiment que Leeds ferait la différence et avait le contrôle de ce match.

## Finale (27 août 2005)
(mt : -)
Homme du match :  Kevin Sinfield
Points marqués :
- Hull FC :
- Leeds :

Évolution du score :
Arbitre :  S. Ganson
Spectateurs : 50 672